# Додж (округ, Висконсин)
Округ Додж — округ в штате Висконсин, США. Население округа на 2010 год составляло 88 759 человек. Административный центр округа — город Джуно.

## География
Округ имеет общую площадь 2349 км², из которых 2284 км² приходится на сушу и 64,7 км² (2,72 %) — на воду.
В Округе Додж расположено болото Хорикон — самое большое пресноводное болото в США
Также, в городе Джуно находится Аэропорт округа Додж, которым управляет Висконсинская Авиация. Аэропорт открыт каждый день с 7:00 до 20:00, и в других случаях по записи.

## Населённые пункты

### Крупные города
- Джуно[англ.]
- Мейвилл
- Фокс-Лейк
- Колумбус

### Города
- Бивер-Дам[англ.]
- Честер
- Бернетт

## Основные автомагистрали
| - Автомагистраль 41 - Автомагистраль 151 | - Автомагистраль (Висконсин) - Автомагистраль 26 (Висконсин) - Автомагистраль 28 (Висконсин) - Автомагистраль 33 (Висконсин) - Автомагистраль 49 (Висконсин) - Автомагистраль 60 (Висконсин) - Автомагистраль 67 (Висконсин) - Автомагистраль 68 (Висконсин) - Автомагистраль 19 (Висконсин) - Автомагистраль 73 (Висконсин) - Автомагистраль 89 (Висконсин) - Автомагистраль 175 (Висконсин) |